# Mikaelskapellet
Mikaelskapellet, ursprungligen Emauskyrkan, är ett kapell på Karlbergsvägen 64 i Vasastan som tillhör S:t Matteus församling i Domkyrkokontraktet i Stockholms stift.

## Kapellet
Byggnaden uppfördes 1913-1914 med Lutherska missionsföreningen som byggherre, efter ritningar av arkitekterna Höög & Morssing. Exteriört ansluter kyrkobyggnaden med sin nationalromantiska stil till omkringliggande bostadshus utmed gatan. Av interiören återstår idag inte mycket av den ursprungliga karaktären efter genomgripande förändringar under 1950- och 1970-talet.
I samband med att Immanuelskyrkans nybyggnad på Kungstensgatan stod färdig 1970 såldes kyrkan till S:t Matteus församling och fick namnet Mikaelskapellet. Idag används den för i huvudsak församlingens barn- och ungdomsverksamhet.
På kyrkorummets östra läktare är orgeln placerad och har en fasad av ek. Orgeln är tillverkad 1951 av A. Magnusson Orgelbyggeri AB i Göteborg. Orgelverket är ombyggt av Reinhard Kohlus i Vadstena och har 21 stämmor.